# Крекінг-установка в Ойті
Крекінг-установка в Ойті – складова нафтохімічного майданчика концерну Showa Denko, розташованого на узбережжі затоки Беппу-Ван (узбережжя Внутрішнього Японського моря).
Споруджена в порту Ойта установка парового крекінгу станом на середину 2010-х мала річну потужність на рівні 695 тисяч тонн етилену та 425 тисяч тонн пропілену. При цьому як сировину для піролізу використовували газовий бензин (naphtha), проте з урахуванням цінової ситуації на світових ринках також могли використовувати певні обсяги бутану. 
Отриманий етилен призначається для живлення цілого ряду похідних виробництв, як то:
- ліній поліетилену низької щільності (120 тисяч тонн) та поліетилену високої щільності (200 тисяч тонн) компанії Japan Polychem (входить до групи Mitsubishi);
- двох заводів мономеру стирену загальною потужністю 420 тисяч тонн, які належать NS Styrene Monomer – спільному підприємству концерну Nippon (51%) та Showa Denko (49%);
- заводу етиленвінілацетату (175 тисяч тонн);
- виробництва етилацетату потужністю 100 тисяч тонн. З 2001 року цей продукт випускали на конвертованому заводі, котрий раніше продукував оцтову кислоту, а в 2014-му йому на заміну спорудили новий об’єкт, який використовує інноваційну технологію прямої реакції етилену та оцтової кислоти;
- введеного в дію у 1997 році заводу оцтової кислоти потужністю 150 тисяч тонн, який використовував нову технологію прямого окиснення етилену.
Пропілен споживається розташованим у Ойта виробництвом поліпропілену потужністю 226 тисяч тонн, котре належить Sun Allomer (спільне підприємство LyondellBasell, Showa Denko та Nippon).